# 우희열
우희열(禹希烈, 1354년 ~ 1420년 12월 6일) 조선 초기의 문신으로, 본관은 단양(丹陽)이다. 우복생(禹福生)의 차남이자 우예손(禹禮孫)의 조부이다.

## 생애
조선 건국 이전의 행적은 자세하지 않다.
태종조에 호조전서(戶曹典書), 판원주목사(判原州牧使)를 거쳤으며, 1408년(태종 8) 민무구(閔無咎) 사건에 연루되어 전옥서(典獄署)에 갇혔다가 석방되었다.
이듬해 글을 올려 제언(堤堰)을 수축(修築)할 것을 청했으며, 1413년(태종 13) 충청도도체찰사(忠淸道都體察使)로 임명되어 순제(蓴堤)의 역사를 감독했다.
1415년(태종 15) 3월 다시 충청도도관찰사(忠淸道都觀察使)로 나갔으며, 7월 새 충청도도관찰사로 임명된 황자후(黃子厚)를 대신해 유임되었다.
12월 경기도관찰사(京畿都觀察使), 1417년(태종 17) 판광주목사(判廣州牧事)를 거쳐 이듬해 판청주목사(判淸州牧事)에 이르렀다.
1419년(세종 원년) 병으로 사직했다가 이듬해 졸했다.

## 평가
재임했던 곳마다 농상(農桑)과 수리(水利) 분야에서 치적이 있었으며, 사후인 1444년(세종 26) 세종(世宗)은 그에 대해 이렇게 이야기했다.
| “ | 우희열은 비록 특이한 재주는 없었으나, 그 성품이 순직(純直)했으므로, 태종(太宗)께서 그를 신임했다. | ” |

## 가족 관계
- 증조 - 우천석(禹天錫) : 전리정랑(典理正郎), 증(贈) 문하시중(門下侍中)
  - 조부 - 우팽(禹伻)[4] : 밀직사부사(密直司副使)
    - 아버지 - 우복생(禹福生)[4] : 판밀직사사(判密直司事), 증 문하시중
    - 어머니 - 삼사좌사(三司左使), 진천군(晉川君) 류지정(柳之淀)의 장녀[5]
      - 형 - 우인열(禹仁烈, 1337년 ~ 1403년) : 검교의정부좌정승(檢校議政府左政丞), 정평공(靖平公)
      - 동생 - 우숭렬(禹崇烈)[5] : 판종부시사(判宗簿寺事)
      - 부인 - 충주병마절제사(忠州兵馬節制使) 최공철(崔公哲, ? ~ 1390년)의 딸
        - 장남 - 우경생(禹敬生)[5]
        - 차남 - 우경지(禹敬之)[6] : 의흥현감(義興縣監), 우예손(禹禮孫, 1479년 ~ 1526년)의 조부
        - 며느리 : 청송 심씨 - 의흥삼군부 도총제 심인봉(沈仁鳳)의 딸, 문하시중 영삼사사 문하부좌정승 청성백 심덕부(靑城伯 沈德符)의 손녀
        - 3남 - 우경부(禹敬夫) : 지임천군사(知林川郡事)
        - 4남 - 우경송(禹敬松)[5]
        - 첫째 사위 - 이고(李股)[5] : 호군(護軍)
        - 둘째 사위 - 최안택(崔安澤, 1368년 ~ ?)[5] : 신호위낭장(神虎衛郎將)
        - 셋째 사위 - 류휴(柳畦)[5] : 호군